# Remote Touch

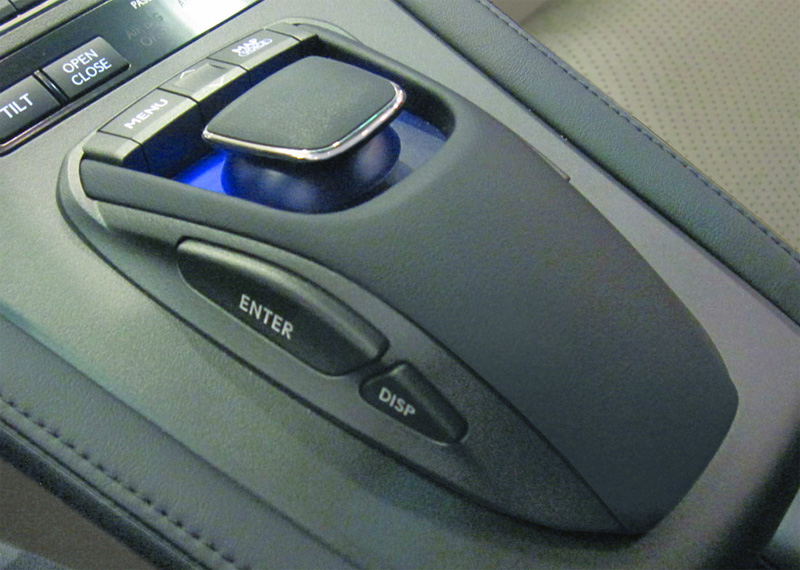
Sterownik Lexus Remote Touch z podpórką nadgarstka

Remote Touch – urządzenie sterujące stosowane w samochodach Lexus, służące do sterowania rozmaitymi systemami pokładowymi pojazdu, takimi jak system audio, nawigacja czy klimatyzacja. Sterownik Remote Touch działa w sposób podobny do komputerowej myszy lub joysticka, umożliwiając przemieszczanie kursora po ekranie wyświetlacza i jest wyposażony w system sprzężenia zwrotnego (force feedback), ułatwiający wybieranie opcji menu ekranowego.

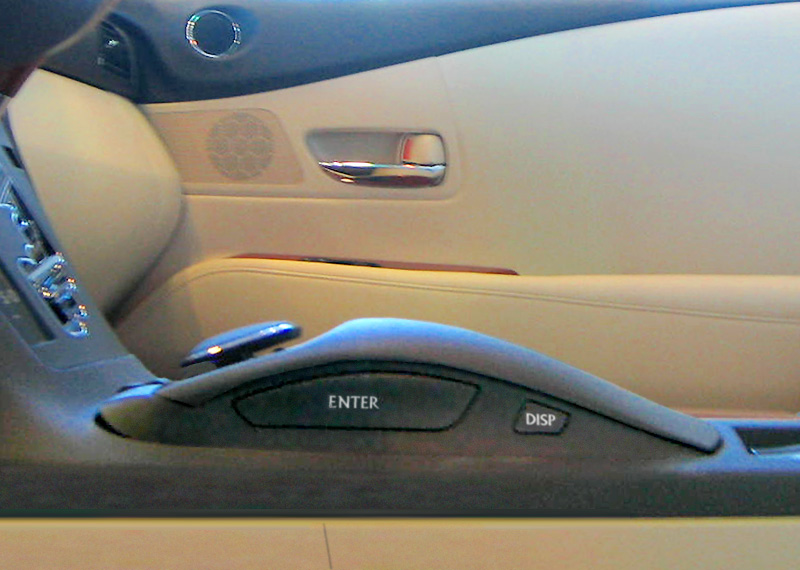
Sterownik Remote Touch – widok z boku

Sterownik Remote Touch został po raz pierwszy wprowadzony w trzeciej generacji Lexusa RX (model roku 2010).

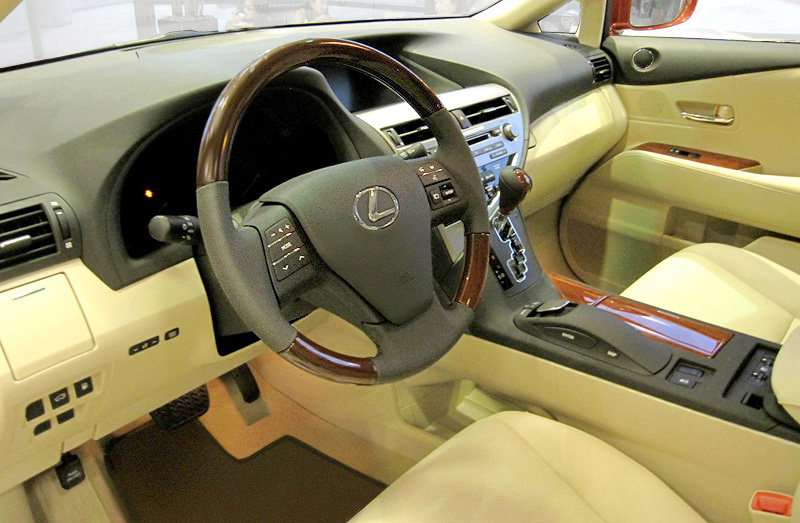
Wnętrze Lexusa RX 350 ze sterownikiem Remote Touch

W niektórych modelach, takich jak Lexus NX czy Lexus RC, sterownik ma postać gładzika (touch pad).